# 1 złoty 1932 Polonia

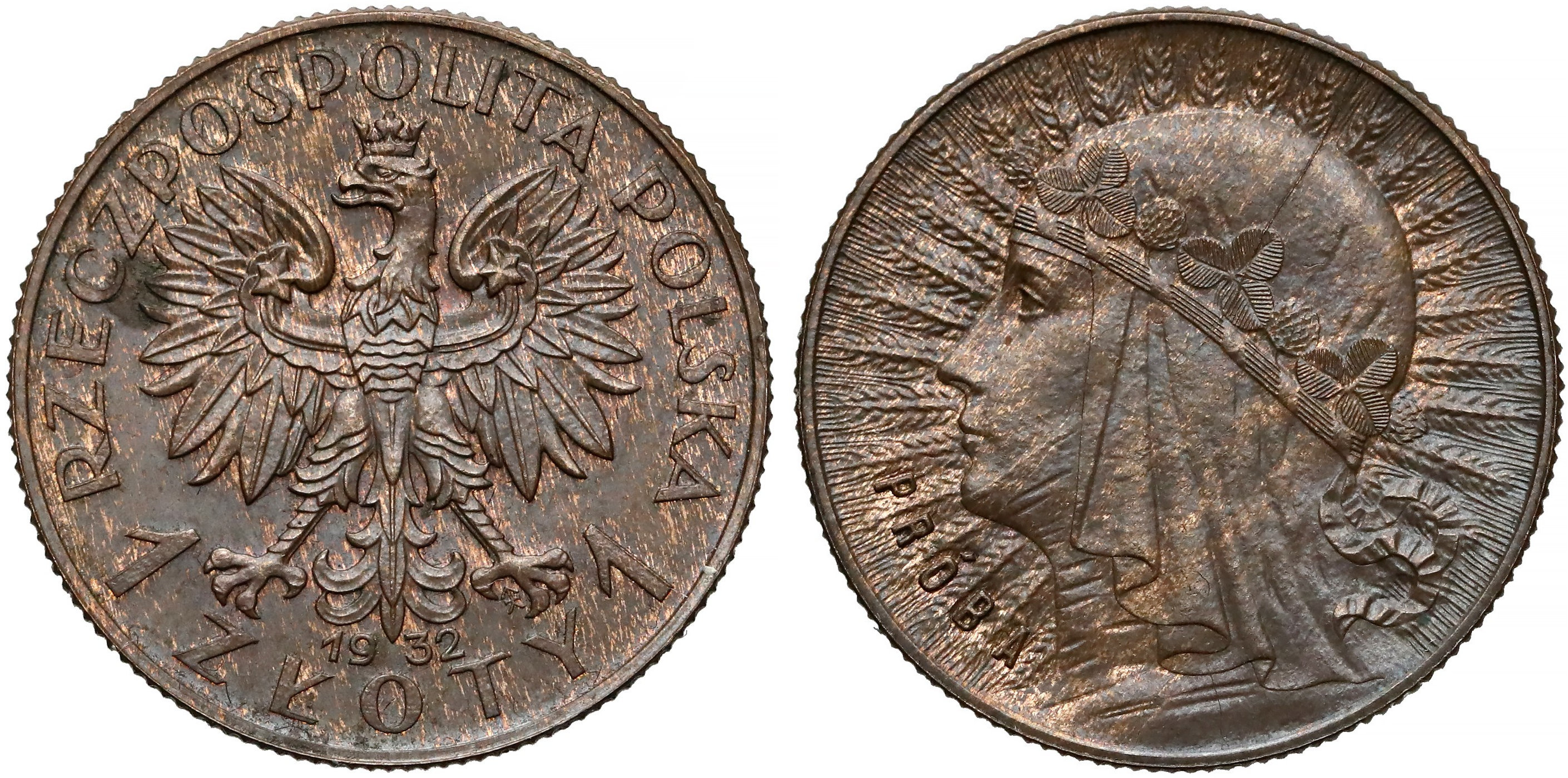
Wersja w brązie

1 złoty 1932 Polonia – moneta próbna okresu złotowego II Rzeczypospolitej, wybita według projektu Antoniego Madeyskiego, który zajął drugie miejsce w konkursie przeprowadzonym w 1925 r. na projekt złotych polskich monet.

## Rys historyczny
Na początku 1925 r. rozpisano nowy konkurs na projekt złotych polskich monet obiegowych. Drugie – nagrodzone miejsce zajął projekt Antoniego Madeyskiego przedstawiający profil głowy kobiety w chuście i w wieńcu z koniczyny na tle kłosów pszenicy – w zamyśle artysty była to zapewne Polonia – personifikacja Polski. Według tego projektu z datą 1925 została wybita przez Mennicę Państwową próbna 20-złotówka.
W latach trzydziestych XX w. z projektu rewersu Madeyskiego skorzystano dla monet obiegowych: 2, 5 oraz 10 złotych oraz wykorzystano go do wybicia próbnej monety kolekcjonerskiej o nominale 1 złoty.

## Awers
Na tej stronie umieszczono godło – orła w koronie, z prawej strony pod łapą orła herb Kościesza – znak mennicy w Warszawie, poniżej orła data – „1932”, na dole napis: „1 ZŁOTY 1”, dookoła w otoku: „RZECZPOSPOLITA POLSKA”. Rysunek awersu jest zgodny rysunkami obiegowych 2-, 5- i 10-złotówek z rewersem Polonia.

## Rewers
Na tej stronie monety znajduje się lewy profil głowy kobiety w wianku na tle promieni słonecznych w formie zboża, z lewej strony u dołu wypukły napis „PRÓBA”.

## Opis
Monetę wybito według projektu Antoniego Madeyskiego, w Mennicy Państwowej, z rantem ząbkowanym, stemplem zwykłym, na krążku o średnicy 20 mm w:
- srebrze (masa 3,4 grama, nakład 120 szt.),
- brązie (masa 3,2 grama, nakład 100 szt.).

W okresie międzywojennym utrwaliła się w części społeczeństwa potoczna opinia iż kobieta na rewersie to królowa Jadwiga, gdyż Madeyski wykonał również sarkofag tej królowej dla katedry wawelskiej. Według tradycji obowiązującej w rodzinie artysty utrwalił on w tym wizerunku idealizowany portret swej siostrzenicy – Wandy Syrokomskiej-Petraźyckiej. Zgodnie z innymi relacjami modelką była Janina Żółtowska (która przed I wojną światową odwiedziła Madeyskiego w rzymskiej pracowni), późniejsza żona Ludwika Hieronima Morstina, w 1923 r. polskiego attaché wojskowego w Rzymie, przyjaciela Madeyskiego. Podobno rezultatem odnowionej po latach znajomości było między innymi to, że artysta w 1925 r. stanął do konkursu na projekt polskiej monety złotej, w którym utrwalił urodę modelki w profilu podobnym do profilu królowej Jadwigi z sarkofagu wawelskiego. Być może więc w potocznej opinii była i część prawdy, iż na monecie tej widniała głowa królowej Polski.
Pod koniec drugiego dziesięciolecia XXI w. ze znanych monet II Rzeczypospolitej złotówka próbna 1932 Polonia jest:
- jedyną próbną złotówką z lat trzydziestych XX w.,
- jednym z pięciu nominałów wybitych z rewersem Polonia autorstwa Antoniego Madeyskiego, obok:
  - próbnej 20 złotych 1925 Polonia,
  - obiegowej 2 złote wzór 1932 Polonia,
  - obiegowej 5 złotych wzór 1932 Polonia,
  - obiegowej 10 złotych wzór 1932 Polonia,
- jedną z dziewięciu złotówek, obok:
  - obiegowej złotówki wzoru 1924 – projektu Tadeusza Breyera,
  - próbnej 1 złoty 1928 Wieniec zbożowy – projektu Józefa Aumillera,
  - próbnej 1 złoty 1928 Wieniec dębowy – projektu Józefa Aumillera,
  - próbnej 1 złoty 1928 Wieniec kwiatowy przewiązany – projektu Józefa Aumillera,
  - próbnej 1 złoty 1928 Wieniec kwiatowy nieprzewiązany – projektu Józefa Aumillera,
  - próbnej 1 złoty 1929 Wieniec kwiatowy nieprzewiązany – awers projektu M.Kotarbińskiego, rewers projektu Józefa Aumillera,
  - obiegowej złotówki z 1929  – projektu M.Kotarbińskiego.
  - wersji próbnej o średnicy 20 mm obiegowej złotówki 1929 z napisem „PRÓBA” – projektu M. Kotarbińskiego.

## Odmiany
W drugim dziesięcioleciu XXI w. znane są następujące odmiany o nieznanym nakładzie, bite w srebrze:
- z dobitym na samym dole rewersu drugim, tym razem wklęsłym, napisem „PRÓBA”,
- bez jakiekolwiek napisu „PRÓBA”,
- jedynie z wklęsłym napisem „PRÓBA”,
- jedynie z wklęsłym napisem „PRÓBA” i bez roku na awersie (średnica 18 mm, masa 3,5 grama).

## Ciekawostki
W początku XXI w. Mennica Polska w ramach serii: „240 lat Mennicy Polskiej” wydała blister: „Złotówki okresu międzywojennego, Oficjalne repliki mennicze” zawierający repliki monet jednozłotowych II Rzeczypospolitej, w tym między innymi replikę monety 1 złoty 1932 Polonia.